# وحدة ستراسبورغ الحضرية
وحدة ستراسبورغ الحضرية، وفقًا للمعهد الوطني للإحصاء والدراسات الاقتصادية، هي جميع البلديات ذات الاستمرارية البنائية حول مدينة ستراسبورغ، على الأراضي الفرنسية. تجمع هذه الوحدة الحضرية، 487.063 نسمة موزعين على 23 بلدية، على مساحة 240.20  كلم2. وهي المنطقة الحضرية رقم 11 من حيث عدد السكان في فرنسا.